# Birič
Birič je bil v srednjem veku izvrševalec sodne oblasti, zadolžen je bil predvsem za pobiranje davkov.